# Die sieben Sakramente (Poussin)
Die sieben Sakramente ist der Titel von zwei siebenteiligen Bildfolgen des französischen Barockmalers Nicolas Poussin (1594–1665). Ihr Thema sind die sieben Sakramente der katholischen Kirche. Beide Zyklen entstanden in Rom als Auftragswerke für private Mäzene: der erste in den Jahren 1636 bis 1642 für Cassiano Dal Pozzo, der zweite nach Poussins Rückkehr aus Paris zwischen 1644 und 1648 für Paul Fréart de Chantelou.

## Stil und Rezeption
Poussin malte die Ölgemälde im für ihn typischen Stil des an Antike und Renaissance – vor allem Raffael – orientierten klassizistischen, linienbetonten Barock. Sie sind als idealisierte Historiengemälde konzipiert. Die Bedeutsamkeit des Geschehens wird durch Landschafts- und Architekturelemente, durch theatralische Gestik und vielschichtige Symbolik hervorgehoben. Dagegen verzichtet Poussin auf die Visualisierung individueller Emotionen und religiöser Ekstase. Die Kompositionen der zweiten Folge basieren teilweise auf denen der ersten, sind ihr gegenüber aber noch weiter ins Feierliche und Statuarische gesteigert.
Von der Bewunderung der Zeitgenossen zeugt die Überlieferung, Gian Lorenzo Bernini sei bei der Betrachtung der Gemälde aufs Knie gesunken wie vor dem Allerheiligsten. Die Bilder wurden früh als Kupferstiche vervielfältigt und fanden so weite Verbreitung.

## Museen
Das Bild zum Bußsakrament aus der ersten Folge wurde bei einem Brand in Belvoir Castle, Leicestershire, 1816 zerstört. Die Taufe wurde 1939 von der National Gallery of Art in Washington erworben. Die Priesterweihe wurde 2011 vom Kimbell Art Museum in Fort Worth für 24,3 Millionen US-Dollar angekauft. Das Fitzwilliam-Museum in Cambridge erwarb 2013 die Letzte Ölung. Die verbleibenden drei Werke des ersten Zyklus sind noch im Besitz des Duke of Rutland und befinden sich im Belvoir Castle.
Die zweite Folge ist in der Scottish National Gallery in Edinburgh ausgestellt.

## Szenen
Die Bilder der ersten Folge sind 95 × 121 cm groß, die der zweiten 117 × 178 cm.
| Bildthema     | erste Serie | zweite Serie | Szene                                                                      |
| ------------- | ----------- | ------------ | -------------------------------------------------------------------------- |
| Taufe         |             |              | Taufe Jesu durch Johannes den Täufer                                       |
| Firmung       |             |              | Apostel salben Erwachsenen und Kindern mit Chrisam die Stirn.              |
| Eucharistie   |             |              | Jesus mit den Jüngern im Abendmahlssaal                                    |
| Buße          |             |              | Begegnung Jesu mit der Sünderin im Haus des Pharisäers Simon (Lk 7,36–50 ) |
| Letzte Ölung  |             |              | Apostel vollziehen die „letzte Ölung“ an einem Sterbenden (Jak 5,14–15 ).  |
| Ehe           |             |              | Verlobung von Maria und Josef                                              |
| Priesterweihe |             |              | Schlüsselübergabe an Petrus (Mt 16,18–19 )                                 |